# 1061-es busz
Az 1061-es jelzésű autóbusz egy országos autóbuszjárat volt, amely Budapestet kötötte össze Hevessel. Útvonalhossza 127,5  valamint 110,6 km, menetideje Heves felé 1 óra 50 perc – 2 óra 10 perc (110–130 perc), Budapest felé 1 óra 30 perc – 2 óra 50 perc (90–170 perc) volt. Hat járatpár szállította az utasokat, közülük négy járatpár naponta közlekedett. Heves felé egy járat a hetek első munkanapját megelőző napokon, egy járat a hetek utolsó iskolai előadási napján közlekedett. Budapest felé kettő járat a hetek első munkanapját megelőző napokon közlekedett.
A járatokra kiegészítő jegy vásárlása kötelező volt.
A 2020. december 13-ai menetrendváltással a Volánbusz megszüntette az autóbuszvonalat.

## Megállóhelyei
| 1061 (Budapest – Vámosgyörk – Jászárokszállás – Boconád – Heves) | 1061 (Budapest – Vámosgyörk – Jászárokszállás – Boconád – Heves) | 1061 (Budapest – Vámosgyörk – Jászárokszállás – Boconád – Heves) | 1061 (Budapest – Vámosgyörk – Jászárokszállás – Boconád – Heves) | 1061 (Budapest – Vámosgyörk – Jászárokszállás – Boconád – Heves) | 1061 (Budapest – Vámosgyörk – Jászárokszállás – Boconád – Heves) | 1061 (Budapest – Vámosgyörk – Jászárokszállás – Boconád – Heves) | 1061 (Budapest – Vámosgyörk – Jászárokszállás – Boconád – Heves) | 1061 (Budapest – Vámosgyörk – Jászárokszállás – Boconád – Heves) |
| sz.                                                              | sz.                                                              | sz.                                                              | Megállóhely                                                      | sz.                                                              | sz.                                                              | sz.                                                              | sz.                                                              | Átszállási kapcsolatok a járat megszűnésekor |
| ---------------------------------------------------------------- | ---------------------------------------------------------------- | ---------------------------------------------------------------- | ---------------------------------------------------------------- | ---------------------------------------------------------------- | ---------------------------------------------------------------- | ---------------------------------------------------------------- | ---------------------------------------------------------------- | --- |
| 0                                                                | 0                                                                | 0                                                                | Budapest, Stadion autóbusz-pályaudvar végállomás                 | 24                                                               | 23                                                               | 23                                                               | 10                                                               | 1, 1M 75, 77, 80, 80A 95, 130, 195 396, 397, 398, 399, 400, 402, 410, 412, 414, 422, 424, 430, 432, 434, 435, 436, 437, 438, 439, 440, 441, 442, 485, 486 1020, 1021, 1024, 1031, 1032, 1034, 1035, 1037, 1039, 1040, 1045, 1046, 1049, 1050, 1051, 1052, 1054, 1057, 1060, 1063, 1067, 1068, 1069, 1070, 1074, 1075, 1076, 1077, 1078 |
| 1                                                                | 1                                                                | 1                                                                | Budapest, Kacsóh Pongrác út                                      | 23                                                               | 22                                                               | 22                                                               | 9                                                                | 1, 1M, 3, 69 74, 74A 25, 32, 225 396, 397, 398, 399, 400, 402, 412, 414, 422, 424, 432, 434, 435, 436, 437, 438, 439, 442 1020, 1021, 1024, 1032, 1034, 1035, 1037, 1039, 1040, 1045, 1046, 1049, 1050, 1051, 1052, 1054, 1057, 1063, 1067, 1068, 1069, 1076                                                                           |
| 2                                                                | 2                                                                | 2                                                                | Budapest, Szerencs utca                                          | 22                                                               | 21                                                               | 21                                                               | 8                                                                | 225, 96, 296, 296A 396, 397, 398, 399, 400, 402, 412, 414, 422, 424, 432, 434, 435, 436, 437, 438, 439, 442 1020, 1021, 1024, 1034, 1035, 1037, 1039, 1040, 1045, 1046, 1049, 1050, 1051, 1052, 1054, 1057, 1063, 1067, 1068, 1069, 1076                                                                                               |
| 3                                                                | 3                                                                | ∫                                                                | Gyöngyöshalász, bejárati út                                      | 21                                                               | 20                                                               | 20                                                               | ∫                                                                | 1348, 1378, 1469 3612, 3670, 3673, 3697, 4602, 4653 |
| 4                                                                | 4                                                                | ∫                                                                | Atkár, autóbusz-váróterem                                        | 20                                                               | 19                                                               | 19                                                               | ∫                                                                | 1063, 1348, 1378, 1469, 1515, 1532 3612, 3670, 3673, 3697, 4602, 4653 |
| 5                                                                | 5                                                                | ∫                                                                | Vámosgyörk, szociális otthon                                     | 19                                                               | 18                                                               | 18                                                               | ∫                                                                | 1063, 1348, 1378, 1469 3670, 3673, 3697, 4602, 4653 |
| 6                                                                | 6                                                                | ∫                                                                | Vámosgyörk, vasútállomás                                         | 18                                                               | 17                                                               | 17                                                               | ∫                                                                | 1063, 1348, 1378, 1469, 1515, 1532 3670, 3673, 3697, 4602, 4653 S80-as személyvonat, S87-es személyvonat, személyvonat, sebesvonat, Campus Expressz, InterRégió |
| 7                                                                | 7                                                                | ∫                                                                | Jászárokszállás, malom                                           | 17                                                               | 16                                                               | 16                                                               | ∫                                                                | 1063, 1378, 1469 3670, 4602, 4653 |
| 8                                                                | 8                                                                | ∫                                                                | Jászárokszállás, városháza                                       | 16                                                               | 15                                                               | 15                                                               | ∫                                                                | 1063, 1348, 1378, 1469, 1515, 1532 3667, 3670, 3688, 4602, 4650, 4653, 4658 |
| 9                                                                | 9                                                                | ∫                                                                | Jászárokszállás, Halász utca                                     | 15                                                               | 14                                                               | 14                                                               | ∫                                                                | 3667, 3670, 3688 |
| 10                                                               | 10                                                               | ∫                                                                | Visznek, Erzsébet tér                                            | 14                                                               | 13                                                               | 13                                                               | ∫                                                                | 3667, 3670, 3688 |
| 11                                                               | 11                                                               | ∫                                                                | Visznek, Sárga Csikó italbolt                                    | 13                                                               | 12                                                               | 12                                                               | ∫                                                                | 3667, 3670, 3688 |
| 12                                                               | 12                                                               | ∫                                                                | Tarnaörs, autóbusz-váróterem                                     | 12                                                               | 11                                                               | 11                                                               | ∫                                                                | 3667, 3668, 3670, 3685, 4654 |
| 13                                                               | 13                                                               | ∫                                                                | Tarnaörs, újtelep                                                | 11                                                               | 10                                                               | 10                                                               | ∫                                                                | 3667, 3668, 3670, 3685, 4654 |
| 14                                                               | 14                                                               | ∫                                                                | Erk, községháza                                                  | 10                                                               | 9                                                                | 9                                                                | ∫                                                                | 3667, 3668, 3670, 3685 |
| 15                                                               | 15                                                               | ∫                                                                | Zaránk, Fő út 134.                                               | 9                                                                | 8                                                                | 8                                                                | ∫                                                                | 3667, 3668, 3670, 3685 |
| 16                                                               | 16                                                               | ∫                                                                | Zaránk, községháza                                               | 8                                                                | 7                                                                | 7                                                                | ∫                                                                | 3667, 3668, 3670, 3685 |
| 17                                                               | 17                                                               | 3                                                                | Tarnaméra, iskola                                                | 7                                                                | 6                                                                | 6                                                                | 7                                                                | 1068, 1069, 1362, 1444 3665, 3666, 3667, 3668, 3670, 3695 |
| 18                                                               | ∫                                                                | 4                                                                | Tarnaméra, Boconádi út 16.                                       | 6                                                                | 5                                                                | ∫                                                                | 6                                                                | 1362 3665, 3666, 3667, 3670, 3695 |
| 19                                                               | 18                                                               | 5                                                                | Boconád, községháza                                              | 5                                                                | 4                                                                | 5                                                                | 5                                                                | 1068, 1069, 1362, 1444 3665, 3666, 3667, 3670, 3695 |
| 20                                                               | ∫                                                                | 6                                                                | Heves, szőlők                                                    | 4                                                                | 3                                                                | 4                                                                | 4                                                                | 1362 3444, 3665, 3666, 3670, 3689, 3695 |
| 21                                                               | ∫                                                                | 7                                                                | Heves, Hercegtag                                                 | 3                                                                | ∫                                                                | 3                                                                | 3                                                                | 3444, 3665, 3666, 3670, 3689, 3695 |
| 22                                                               | 19                                                               | 8                                                                | Heves, Gyöngyösi út 7-9.                                         | 2                                                                | 2                                                                | 2                                                                | 2                                                                | 1362 3444, 3665, 3666, 3670, 3689, 3695 |
| 23                                                               | 20                                                               | 9                                                                | Heves, Hősök tere                                                | 1                                                                | 1                                                                | 1                                                                | 1                                                                | 1067, 1068, 1069, 1074, 1075, 1362, 1376, 1443, 1466, 1517 3424, 3434, 3441, 3442, 3443, 3444, 3550, 3561, 3665, 3666, 3670, 3689, 3695 |
| 24                                                               | 21                                                               | 10                                                               | Heves, Autóbusz-állomás végállomás                               | 0                                                                | 0                                                                | 0                                                                | 0                                                                | 1067, 1068, 1069, 1074, 1075, 1362, 1376, 1443, 1444, 1466, 1514, 1517 3424, 3434, 3441, 3442, 3443, 3444, 3550, 3560, 3561, 3665, 3666, 3669, 3670, 3689, 3695 |